# Kanton Berck
Kanton Berck (francouzsky Canton de Berck) je francouzský kanton v departementu Pas-de-Calais v regionu Hauts-de-France. Tvoří ho 31 obcí. Před reformou kantonů 2014 ho tvořilo 10 obcí.

## Obce kantonu
od roku 2015:
| - Airon-Notre-Dame - Airon-Saint-Vaast - Attin - Beaumerie-Saint-Martin - Berck - Bernieulles - Beutin - La Calotterie - Campigneulles-les-Grandes - Campigneulles-les-Petites - Colline-Beaumont - Conchil-le-Temple - Écuires - Estrée - Estréelles - Groffliers | - Hubersent - Inxent - Lépine - La Madelaine-sous-Montreuil - Montcavrel - Montreuil - Nempont-Saint-Firmin - Neuville-sous-Montreuil - Rang-du-Fliers - Recques-sur-Course - Sorrus - Tigny-Noyelle - Verton - Waben - Wailly-Beaucamp |

před rokem 2015:
- Airon-Notre-Dame
- Airon-Saint-Vaast
- Berck
- Colline-Beaumont
- Conchil-le-Temple
- Groffliers
- Rang-du-Fliers
- Tigny-Noyelle
- Verton
- Waben